# Musica italiana (album)
Musica italiana - I Bloody Riot non moriranno mai... Tu sì è un album in studio del gruppo musicale italiano Bloody Riot, pubblicato nel 2008.

## Descrizione
Il disco è stato pubblicato nel 2008 in formato CD dall'etichetta Roma Libera Records in tiratura limitata a 500 copie. Nel 2015 l'album è stato ristampato in formato LP dalla Anfibio Records, anche questa edizione è stata pubblicata in una tiratura limitata di 500 copie.

## Tracce
1. Non esiste – 2:12
2. Il combattente – 1:46
3. Terrorartisti – 2:38
4. Il mercato – 2:43
5. Kriminale – 2:45
6. 59 secondi – 0:59
7. Bla bla bla – 1:59
8. Legittima difesa – 1:12
9. Vent'anni – 3:03
10. Bruciala – 2:18
11. Niente – 1:51

Durata totale: 23:26

## Formazione
- Fabio tramontano - voce, chitarra
- Roberto Dolcetti - basso
- Andrea Giuliano - voce, chitarra
- Roberto Perciballi - voce
- Cristiano De Fabritiis - batteria